# Lestle
 (mai 2016).
Si vous disposez d'ouvrages ou d'articles de référence ou si vous connaissez des sites web de qualité traitant du thème abordé ici, merci de compléter l'article en donnant les références utiles à sa vérifiabilité et en les liant à la section « Notes et références ».
La LESTLE (Lëtzebuerger Studenten zu Léck - Cercle des étudiants luxembourgeois à Liège) est une Association sans but lucratif créée en 1898. Elle a pour but de rassembler les étudiants luxembourgeois au sein d'une même entité.
Cette association d'étudiant est aussi un comité de Baptême de l'AGEL.